# Calaf (España)
Calaf es un pueblo español ubicado en el extremo norte de la comarca de Anoia (provincia de Barcelona), en la comunidad autónoma de Cataluña. Es asimismo la capital de la subcomarca conocida como Alta Segarra o Segarra calafina y está situado en los llanos de Calaf.

## Símbolos
El escudo de Calaf se define con el siguiente blasón:
«Escudo losanjado: de gules, un perro lobo pasante de oro acompañado al jefe de un cardo de tres flores de oro. Por timbre, una corona mural de villa.»
Fue aprobado el 15 de noviembre de 1991.

## Demografía
Calaf cuenta con una población de 3618 habitantes (INE 2024).
| Gráfica de evolución demográfica de Calaf entre 1842 y 2021                                                           |
| |
| Población de derecho según los censos de población del INE. Población de hecho según los censos de población del INE. |

Calaf tiene un total de 3535 habitantes, de los cuales 1775 son hombres y 1760 mujeres, según datos del INE 2019.

### Núcleos de población
Calaf está formado por dos núcleos o entidades de población. 
Lista de población por entidades:
| Entidad de población | Habitantes (2019) |
| -------------------- | ----------------- |
| Calaf                | 3378              |
| Pineda, La           | 157               |

### Evolución demográfica
| 1900 | 1930 | 1950 | 1970 | 1981 | 1986 | 2008 | 2016 | 2019 |
| ---- | ---- | ---- | ---- | ---- | ---- | ---- | ---- | ---- |
| 1396 | 1765 | 2206 | 2808 | 3231 | 3205 | 3561 | 3424 | 3535 |

### Historia
Los condes catalanes, a partir del año 801, tras la conquista de la ciudad de Barcelona y de varios intentos de llevar la frontera en el río Ebro, intentan establecer una línea de frontera segura, hasta alcanzar una línea divisoria que se estableció definitivamente los ríos Llobregat-Cardener. Por el lado musulmana, también se fijó una línea fronteriza a poniente de la cristiana. Para defenderla, se repobló el territorio con tribus bereberes. En la zona de la alta Segarra se conservan dos topónimos que se han identificado como bereberes: Veciana y Calaf, sin duda pertenecientes a establecimientos de este grupo que debían defender los puestos claves de la zona.
No se sabe muy bien el paso de estos establecimientos a manos cristianas. Se ha considerado que la alta Segarra fue reconquistada por el conde Wifredo el Velloso a finales del siglo IX. Más adelante, en la reconquista del año 942, el conde Sunyer ocupó la ciudad de Tarragona y la Cuenca de Barberá, así como la zona de la alta Segarra.
El 976 Almanzor y su hijo Abd al-Malik hicieron incursiones continuadas contra las tierras fronterizas y que de ida o de vuelta, arrasaban las tierras de la alta Segarra, produciendo así una gran despoblación.
Esto hizo que entre 1010 y 1015, el conde Ramón Borrell y la condesa Ermesenda de Carcasona dieron al obispo de Vich un territorio para poblar, que antiguamente se llamaba Segarra, dentro de los cuales había tres montes llamados Calaf, Calafell y Ferrera. Posterior el obispo Borrell procedió a encargar la repoblación del territorio a Guillen. Fue el encargado de construir fortificaciones en los tres montes mencionados y gobernarlos. Más adelante pasó a ser territorio de la iglesia de Osona.
En 1093 al pie del monte y del recinto fortificado del castillo de Calaf surgió un núcleo de población que se protegía con una muralla hecha de muro de tapial.
En este momento ya se debía celebrar fuera de las murallas un mercado que servía para el intercambio de productos entre los habitantes de la alta Segarra y los de otras regiones. Sin embargo, el mercado no se documenta como existente hasta 1226, cuando en su testamento Bernat d'en Blanc hace constar que tenía unas casas en la villa de Calaf y otras en el mercado de Calaf.
Entre finales del siglo XI y principios del siglo XII surgió la moneda propia de Calaf debido a la necesidad en mercado y se extendió la moneda hasta Manresa. Desapareció debido a que, las monedas acuñadas en Calaf, se llevaban el beneficio los vizcondes de Cardona y las de Manresa, el obispo de Vich. Esto Llevó un gran conflicto y al final solo circuló la moneda de Vich.
En toda ciudad catalana que hubiera una cierta actividad económica, como en el caso de Calaf, no podía faltar una comunidad judía. En Calaf (1361/1411) se documenta la existencia de varias personas que se dedicaban al préstamo de dinero y se les hacía constar como judíos. Parece ser que la persecución de judíos que se produjo en Cataluña no afectó a los judíos que residían en Calaf, pero más adelante no se hace ninguna otra referencia, haciendo pensar, que los que había se convirtieron, emigraron o fueron expulsados de Cataluña.
La batalla de Calaf fue una de las batallas de la guerra civil catalana tuvo lugar el 28 de febrero de 1465 entre el ejército de Pedro el Condestable de Portugal, que comandaban Jofre de Rocabertí y de Montcada junto con Bernat Gilabert II de Cruïlles contra los partidarios de Juan el Grande comandados por el aragonés Fernando de Rebolledo y Joan Ramon Folc IV de Cardona, y que acabó con victoria real.
Calaf se empieza a desarrollar como villa hacia finales del siglo XI, pero no es hasta el siglo XVII que llega a tener un relieve importante.
Los condes de Cardona favorecerán en muchas ocasiones con privilegios, de modo que se convertirá así en un centro comercial y de mercado.
La villa se fue desarrollando alrededor del castillo, situado en una colina desde donde se puede dominar toda la villa, así ésta aprovecha la protección que le proporcionan las murallas del castillo. Actualmente todavía quedan restos de tres de sus portales, el de Xuriguera, el del Hospital y el de la calle San Jaime, aunque estos corresponden a una reconstrucción hecha hacia el 1584.

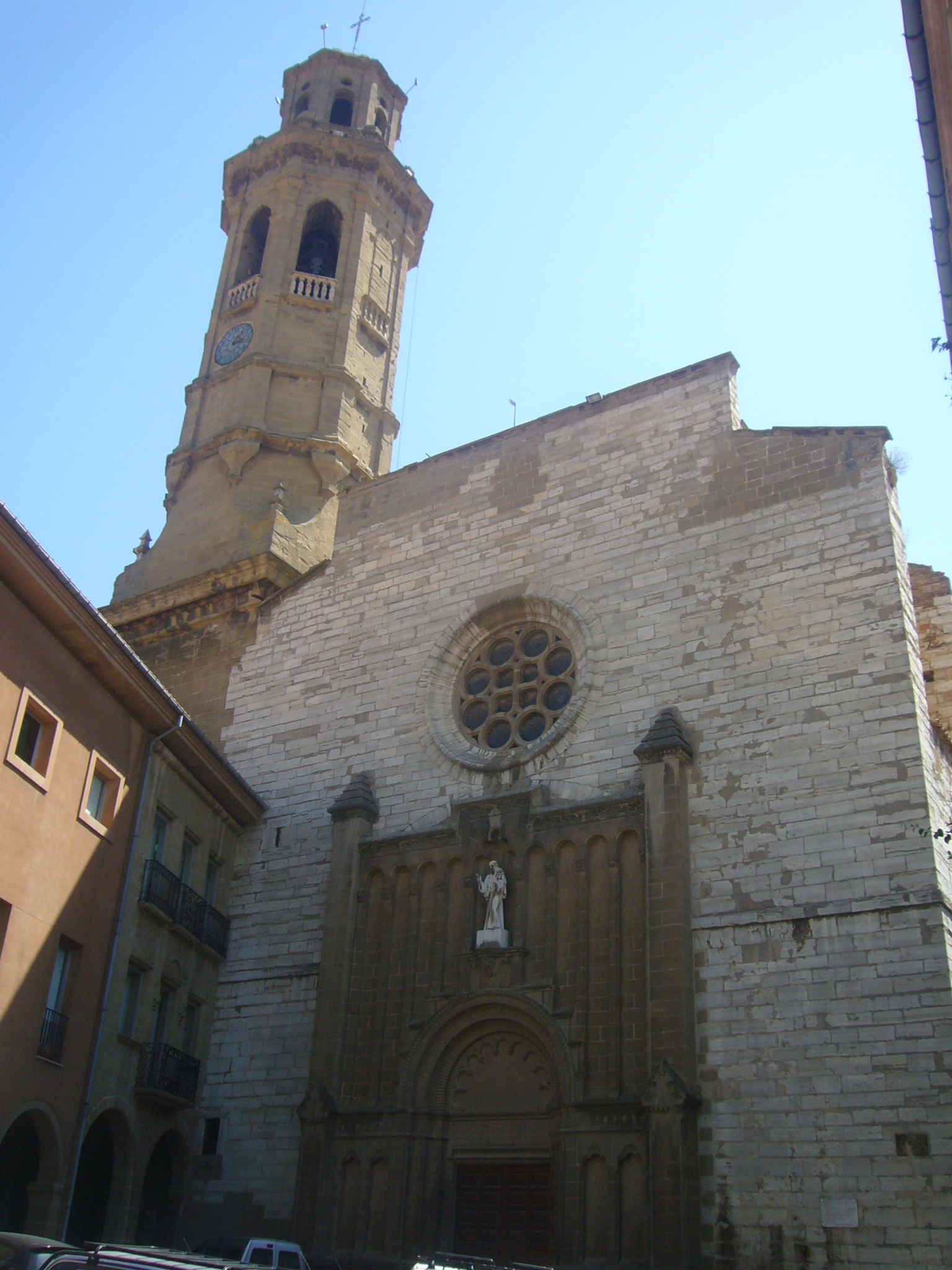
Fachada y campanario de la iglesia de San Jaime

Junto a los muros estaba la antigua parroquia de San Pedro de Calaf, la cual había sido la parroquia de la villa hasta el siglo XIV. Con ello, San Pedro pasó a depender de la parroquia de San Jaime hasta el siglo XVII y queda relegada a hacer las misas exequiales, ya que era la iglesia que quedaba más cerca del cementerio y se derrumbó en 1781 debido a su mal estado.
El priorato canonical de San Jaime era un edificio románico con tres ábsides. Este edificio fue reducido para construir el nuevo convento de franciscanos, del cual queda el edificio, aunque en un estado ruinoso. Se creó como filial de la abadía canonical de San Vicente de Cardona en 1069.
El primer prior secular fue el Dr. Francesc Sala entre 1597 y 1624. Fue quien comenzó las obras de la actual iglesia de San Jaime en el centro de la villa. No se conoce exactamente la fecha del inicio de las obras, pero sí se sabe que ya se trabajaba en 1603 y que la obra fue finalizada en 1639.
Más adelante, en 1670, se construyó la fachada y el campanario que fueron terminados en 1720 y 1889 respectivamente.
Entre 1649 y 1654 surgió en Cataluña la peste bubónica, y Calaf se encontró afectada en 1651. Solo duró diez meses pero redujo la población a un 40 % ganándose 413 muertes de 1097 habitantes.
Al terminar la epidemia, el pueblo de Calaf levantó la ermita de San Sebastián, situada en una cima que lleva el mismo nombre, en acción de gracias por haberse terminado la devastadora epidemia.
Durante el siglo XVIII Calaf no se vio al margen de los sucesos que se produjeron en el resto de Cataluña. Más directa o indirectamente también sufrió las consecuencias del Corpus de Sangre y la guerra de sucesión española, ya que estos hechos dificultaron la exportación de grano. Además, con la guerra de Sucesión, Calaf sufrió muchas veces los repliegue de las tropas borbónicas y el pueblo se veía trastornado a causa del comportamiento brutal de la soldadesca.
En mayo de 1710, un destacamento borbónico irlandés, a las órdenes del teniente general Daniel O'Mahony, atacó el castillo de Calaf, donde había una guarnición austracista, ya continuación, se prendió fuego, después de tomar y destruir una gran cantidad de provisiones del ejército austracista. Un año y medio más tarde, durante los meses de septiembre y diciembre de 1711, en el enfrentamiento de Prats del Rey, la villa de Calaf acogió el cuartel general borbónico del duque de Vendôme, que se encontraba instalado en el centro de Mn. Jerónimo Abadal. La villa fue ocupada por más de 30 000 soldados, que se desplegaron también por la población de San Martín Sasgayolas, hasta que abandonaron la zona en diciembre de 1711.
En 1833 Calaf fue afectada por la primera guerra carlista, ya que en 1837 se produjo la carga de la caballería de Serrano en Calaf. La razón era que las tropas carlistas de Benet Tristany habían puesto cerco a nuestra población. Los voluntarios de la milicia defenderse de los carlistas; estos, sin embargo, lograron entrar en el pueblo y cuando la milicia se había replegado hacia el castillo para poder defenderse mejor, llegaron los refuerzos de los liberales por el camino de Manresa. Los dos ejércitos se enfrentaron y los carlistas se tuvieron que retirar.
Durante la tercera guerra carlista, Calaf también se vio entre dos fuegos, ya que, una tropa carlista se refugió en Calaf y una brigada de perseguidores en el campanario de San Sebastián para hacer noche. Al despuntar el alba hicieron fuego contra la población y causaron la muerte de una persona e hirieron otra.
Entrados en el siglo XX, Calaf sufrió como en toda Cataluña las penurias de la guerra civil de 1936-1939. Durante esta contienda, la parroquia de San Jaime fue saqueada y su cura fue asesinado. En el saqueo se quemaron los retablos de la época barroca que había en la iglesia, el órgano que databa del 1670 y también buena parte del archivo parroquial.
Según el libro "El papel moneda catalán" escrito por Antoni Turró, en Calaf durante 1937 se crearon unos billetes que tienen la particularidad de ser confeccionados en unas hojas de plástico (nitrocelulosa transparente). Estos billetes de Calaf fueron los primeros del mundo que fueron hechos con este material. Los valores de estos billetes estaban en pesetas.
A principios del siglo XX hubo un hecho que supuso una gran mejora para el pueblo: la llegada de agua potable a Calaf, ya que por la falta de agua de la zona, la villa no tenía agua corriente y había que almacenar -en cisternas.

## Comunicaciones
A él se llega a través de la autovía A-2 que va de Barcelona a Lérida, o por la carretera C-25 de Gerona a Lérida, por la línea ferroviaria RENFE desde Manresa a Lérida, y por la carretera C-1412 desde Igualada a Ponts. Por aire, se puede acceder desde el Aeródromo de Calaf-Salavinera.

## Economía
Agricultura de secano e industria muy diversificada.

## Lugares de interés
- Ruinas del castillo de Calaf, que dominan al pueblo desde la cima montañosa.
- Iglesia de San Jaime, de estilo gótico.
- Ermita de San Sebastián. San Sebastián fue un mártir romano que murió asaeteado hacia el año 303 d. C. Su popularidad creció a partir de la peste del año 680 con la fama de ser protector contra esta enfermedad. La ermita de San Sebastián es el resultado de un voto de pueblo para dar las gracias al hecho de haber superado la epidemia de 1651, que si bien fue muy dura también fue más breve que en otros lugares. El 1652 ya se hacen las obras para edificar la iglesia y acaban en el 1694 pero no se bendice hasta el 1698. Las obras de mejora de la capilla son del siglo XX. El 1699 empezó la tradición de subir cada año, en peregrinación, el día 1 de mayo ininterrumpidamente.

## Personas destacadas
- Laureano Figuerola fue uno de los instauradores de la peseta, ministro de Finanzas y también fue un defensor de las teorías librecambistas del momento.
- Pere Jorba i Gassó fue el fundador de los almacenes Jorba que podemos encontrar en Manresa y Barcelona.
- Alexandre de Riquer fue un artista modernista polifacético.
- Celdoni Fonoll es un cantautor.
- El barcelonés Apel·les Mestres, que escribió una fábula que refleja algunos de los rasgos característicos de la villa y que dio lugar a la conocida dicha que se utiliza para definir una situación de mucho revuelo que no permite que la gente entienda: "Esto parece el mercado de Calaf ".